# Hunger Games : Lever de soleil sur la moisson (film)
Pour les articles homonymes, voir Hunger Games.
Série Hunger Games
La Ballade du serpent et de l'oiseau chanteur
(2023)
Pour plus de détails, voir Fiche technique et Distribution.
Hunger Games : Lever de soleil sur la moisson (Hunger Games : Sunrise on the Reaping) est un film d'action américain réalisé par Francis Lawrence et dont la sortie est prévue en 2026. Le scénario, écrit par Billy Ray, est de l'adaptation cinématographique du roman du même nom de Suzanne Collins, publié en 2025. C’est le deuxième préquelle à Hunger Games (2012) et constitue le sixième volet de la série de films.

## Distribution
- Joseph Zada : Haymitch Abernathy
- Mckenna Grace : Maysilee Donner
- Whitney Peak : Lenore Dove Baird
- Jesse Plemons : Plutarque Heavensbee
- Kelvin Harrison Jr. : Beetee Latier
- Maya Hawke :  Wiress
- Lili Taylor :  Mags
- Ralph Fiennes : Coriolanus Snow
- Elle Fanning : Effie Trinket
- Kieran Culkin : Caesar Flickerman
- Glenn Close : Drusilla Sickle
- Billy Porter : Magno Stift
- Kara Tointon : Willamae Abernathy
- Smylie Bradwell : Sid Abernathy
- Jeffrey Hallman : Clerk Carmine
- Serafin Mishiev : Woodbine Chance
- Scot Greenan : Burdock Everdeen
- Grace Ackary : Asterid March
- Melody Chikakane Brown : Hattie Meeney
- Jefferson White : M. McCoy
- Iris Apatow : Proserpine
- Edvin Ryding : Vitus
- Sandra Förster : Hersilia
- Jax Guerrero : Tibby

## Production

### Développement
En juin 2024, en même temps que l'annonce du prochain roman de la série, Hunger Games : Lever de soleil sur la moisson, Lionsgate Films annonce son adaptation cinématographique, à nouveau réalisée par Francis Lawrence.

### Attribution des rôles
La phase de casting débute discrètement en décembre 2024, sous la direction de Debra Zane et Dylan Jury ; un appel à candidatures a été lancé pour les jeunes Haymitch, Lenore et Maysilee, le défi étant de trouver des acteurs pour incarner la version de ces personnages.
En avril 2025, Joseph Zada, Whitney Peak, Mckenna Grace et Jesse Plemons ont rejoint la distribution,,. En mai 2025, Kelvin Harrison Jr., Maya Hawke, Lili Taylor, Ben Wang, Ralph Fiennes, Molly McCann, Iona Bell, Elle Fanning et Kieran Culkin sont également annoncés,,,,,,, puis Glenn Close, Billy Porter et Jhaleil Swaby en juin 2025.
En juillet 2025, Sky Frances, Tatyana Muzondo, Alina Reid, Salimou Thiam, John Doeble et Karine Buffange rejoignent la distribution, en tant que tributs supplémentaires. Plus tard dans le mois, Kara Tointon, Smylie Bradwell, Jeffrey Hallman, Serafin Mishiev, Scot Greenan, Grace Ackary, Melody Chikakane Brown, Jefferson White, Iris Apatow, Edvin Ryding, Sandra Förster et Jax Guerrero sot également confirmés.

### Tournage
Le tournage débute le 6 août 2025 en Espagne.